# Engin léger de combat
L’Engin Léger de Combat (ELC) est le nom ultime d'un programme des années 1950 du ministère de la Défense français pour un petit blindé aéro-transportable entièrement chenillé. 
Jusqu'en 1961, il a donné lieu à plusieurs véhicules eux-mêmes déclinés en plusieurs versions mais dont aucune ne dépassa le stade du prototype.
Son créneau fut finalement pris par l'automitrailleuse Panhard AML, plus polyvalente malgré des capacités tout-terrain moindres.

## Évolution du programme

### Fantassin mécanique (1950-1954)
Au début des années 1950, la France recommence à créer des engins blindés et réémerge l'idée de saturer le champ de bataille de petits blindés soutenant les fantassins comme le Char Renault FT pendant la Première Guerre mondiale.
Avant même tout programme, un prototype monoplace pouvant être armé d'un M20 super bazooka est réalisé sur une idée de l'ingénieur Pommelet. Après une demande du maréchal Juin en juillet 1952, d'autres avant-projets verront le jour dont seul le VP 90 (pour véhicule de patrouille 90 km/h) de l'ingénieur Victor Bouffort feront l'objet de prototypes expérimentés en 1954.
L'idée de produire en masse des blindés chenillés, au maximum triplaces, aussi faiblement armés, est rapidement abandonnée.

### Soutien rapproché: Engin des intervalles (1952-1955)
Un armement plus important de six canons sans recul de 105 mm est proposé par Lorraine et fait l'objet d'une commande de prototype en avril 1952.
Sur la demande du maréchal Juin de juillet 1952, deux autres avant-projets similaires sont présentés par AMX-Hotchkiss (6 canons sans recul de 105 mm ou 4 de 150 mm) et l'ingénieur Even (1 canon de 105 sans recul).
Le 27 mars 1953 une commission entérine cette évolution en définissant un « Engin des intervalles » armé d'un canon sans recul de 75, 105 ou 150 mm ou un lance-roquette Brandt de 120 mm.
Le 7 janvier 1954 quatre maquettes grandeur nature sont présentées : un monoplace et un biplace de Lorraine (toujours avec les 6 canons de 105 mm sans recul), un biplace AMX-Hotchkiss (toujours avec six canons sans recul de 105 mm ou 4 de 150 mm) et un biplace Even (qui passe à quatre lance-roquettes Brandt de 120 mm).
Le Lorraine monoplace et l'Even font l'objet de prototypes mais ils sont abandonnés dès 1955 car l'armement demandé bascule vers des canons classiques éliminant le défaut du jet de feu derrière les canons sans reculs et lance-roquettes et offrant de plus grandes précision et portée.

### Anti-char exigu: Engin léger de combat (1955-1961)

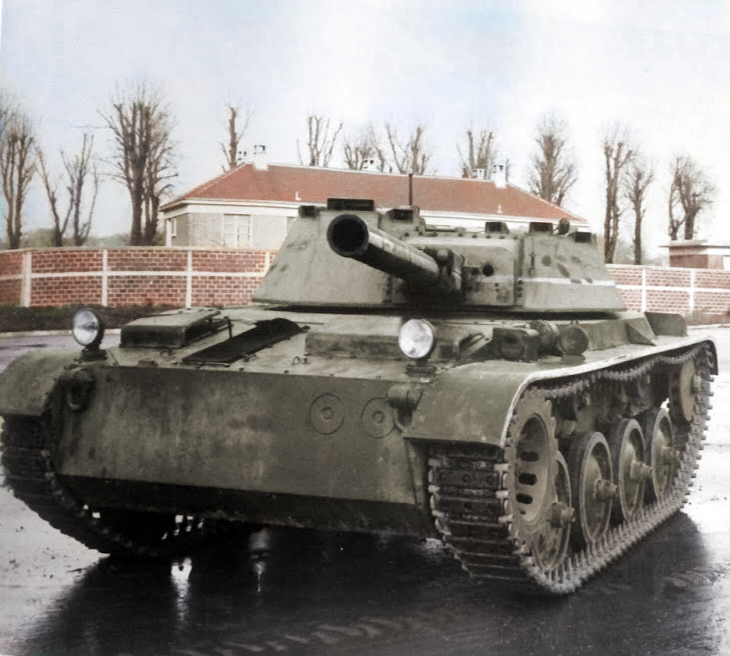
Essais d'un ELC d'AMC en 1955

En décembre 1954, le véhicule est renommé "Engin léger de combat" et en 1955 passe donc au canon de 90 ou 30 mm haute vélocité.
Divers prototypes Even et AMX verront le jour (cf infra), Lorraine ayant jeté l'éponge.
Une contradiction se fait jour entre un engin pensé au départ comme un biplace extrêmement petit et un armement devenu celui d'un chasseur de chars nécessitant un équipage plus important et de stocker des munitions. Il est donc mis fin au projet en 1961 même si le VP 90 continua à faire l'objet de développement de la part de ses constructeurs successifs mais toujours sans succès.
Néanmoins, les efforts déployés ne sont pas totalement vains car en 1958, un projet d'ELC à roues est transformé en automitrailleuse construit par AMX et concurrence le projet Panhard. Il perd le marché du châssis mais sa tourelle des Ateliers du Havre (AHE) est adoptée dans le Panhard AML.

## Prototypes

### Pommelet
L'ingénieur Pommellet réalise entre 1950 et 1952, avant le lancement du programme en lui-même, un engin monoplace extrêmement bas avec un conducteur couché. Ce projet ne connait aucune suite.

### VP 90 et descendants
L'ingénieur Victor Bouffort étudie de sa propre initiative le VP 90 dont le prototype est réalisé par Fouga. Un deuxième, VP 90/02 est commandé le 8 octobre 1954, puis dix supplémentaires nommés VP 90 C sont commandés en 1954 (l'un d'entre eux est conservé au Musée des blindés de Saumur).
Hotchkiss reprend le projet en 1958 et construit d'autres prototypes de plus en plus lourds et armés jusqu'au début des années 1970.
Puis le dossier passe à la Soframag qui propose le Fennec que Lohr reprend sous le nom VPX 110 en 1978 avec missiles HOT ou Milan où l'équipage est encore couché comme à l'origine mais l'engin ne trouve pas de marché.

### Lorraine
Lorraine obtient la commande d'un prototype dès avril 1952 et il est prêt à l'été 1953. Il est armé de 6 canons sans recul de 105 mm (trois de chaque côté de la tourelle) et de 2 mitrailleuses coaxiales de 7,5 mm Mle 1952. Comme beaucoup de véhicules Lorraine les galets de son train de roulement sont des pneus. 
Cette version est proche des M50 Ontos et Type 60.
Lorraine ne donne pas suite à la transformation du programme demandant un canon classique et en reste là.

### ELC EVEN
L'ingénieur Even avec les Ets Brunon-Valette de Rive-de-Gier créent un châssis spécialement pour l'occasion avec le conducteur dans la caisse à droite (inhabituel en France) et des tourelles oscillantes (en), comme pour l'Engin blindé de reconnaissance ou l'AMX-13, déportée à gauche.
Caractéristiques : 
Longueur : 5,30 m, largeur : 2,15 m, hauteur : 1,80 m, poids : 7,4 t (variable selon la version).
Moteur Sofam de 150 ch, vitesse : 68 km/h, autonomie : 350 km.
Armement : voir ci-dessous.
Équipage : 2 hommes.

#### ELC EVEN lance-roquettes
Cette version est équipée de 4 lance-roquettes Brandt de calibre 120 mm et deux mitrailleuses coaxiales de 7,5 mm Mle 1952. Une possibilité insolite de rechargement était offerte au conducteur depuis son siège.
Le prototype est commandé le 26 février 1954, livré en aout 1955 et évalué en avril et mai 1956 mais le passage du programme à un canon classique le condamne.
Une version avec deux canons de même calibre à barillets de 5 coups fut étudiée sur le papier mais écartée en raison du surcroit de taille et de poids.

#### ELC EVEN90mm

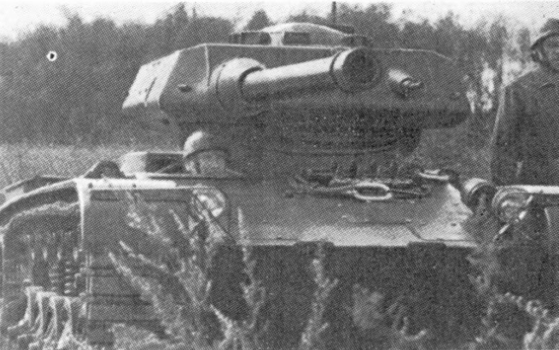
Un prototype présenté d'EVEN 90 mm.

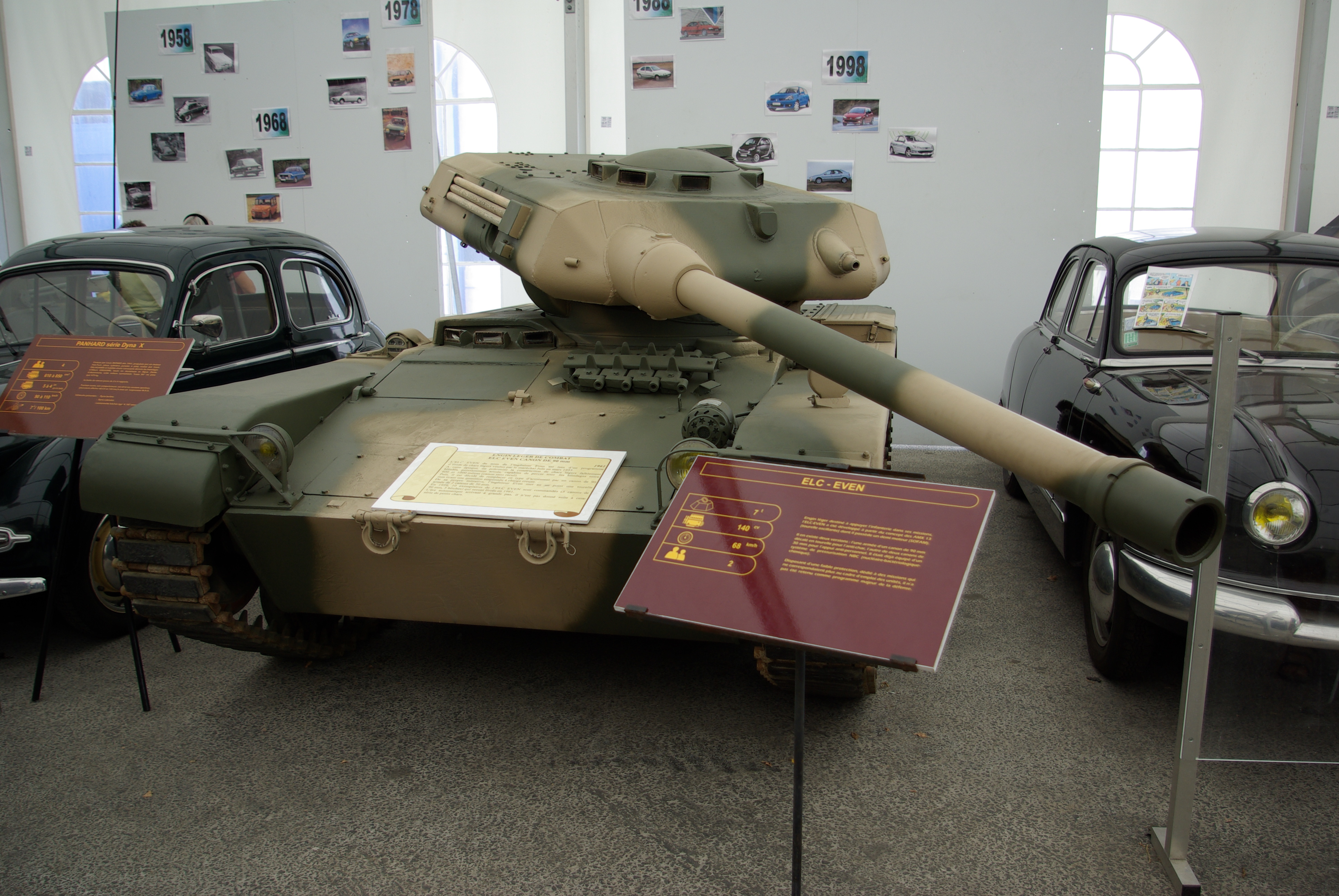
ELC EVEN version 90 mm.

Un premier châssis commandé en avril 1956 avec deux tourelles (une avec le 90 mm, une avec les deux 30 mm), puis cinq autres prototypes commandés le 30 janvier 1959 et livrés par Hotchkiss en 1961 sont équipés d'une tourelle avec un canon lisse de 90 mm Mecar (société belge, en 2016 filiale de Nexter) déporté à droite et d'une mitrailleuse coaxiale de 7,5 mm Mle 1952 à gauche.
Un des prototypes dotés du 90 mm est conservé au musée des blindés de Saumur. Il est en état de rouler et fait parfois l'objet de démonstrations publiques. Un autre est situé au camp de Carpiagne.

#### ELC EVEN bitube30mm
Un premier châssis commandé en avril 1956 avec deux tourelles (une avec le 90 mm, une avec les deux 30 mm), puis cinq prototypes commandés le 30 janvier 1959 et livrés par Hotchkiss en 1961 sont équipés d'une tourelle dotée de deux canons rayés de 30 mm Hispano-Suiza 825 chambré en 30 × 136 mm et alimentés par bandes. Ce sont des canons à l'origine anti-aériens donc à haute vélocité et perforation. Deux mitrailleuses coaxiales de 7,5 mm Mle 1952 complètent l'armement principal.
La grande cadence de tir pose un problème vu le faible emport de munitions et on envisage un passage au 20 mm mais cela reste un projet.

Un des prototypes dotés du 30 mm est conservé au musée des blindés de Saumur.

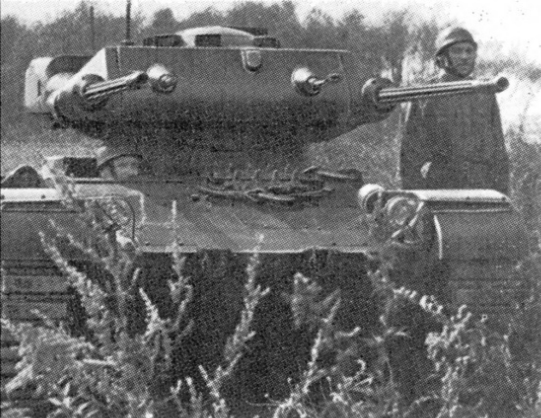
ELC EVEN bitube 30 mm lors d'essais entre 1961 et 1963
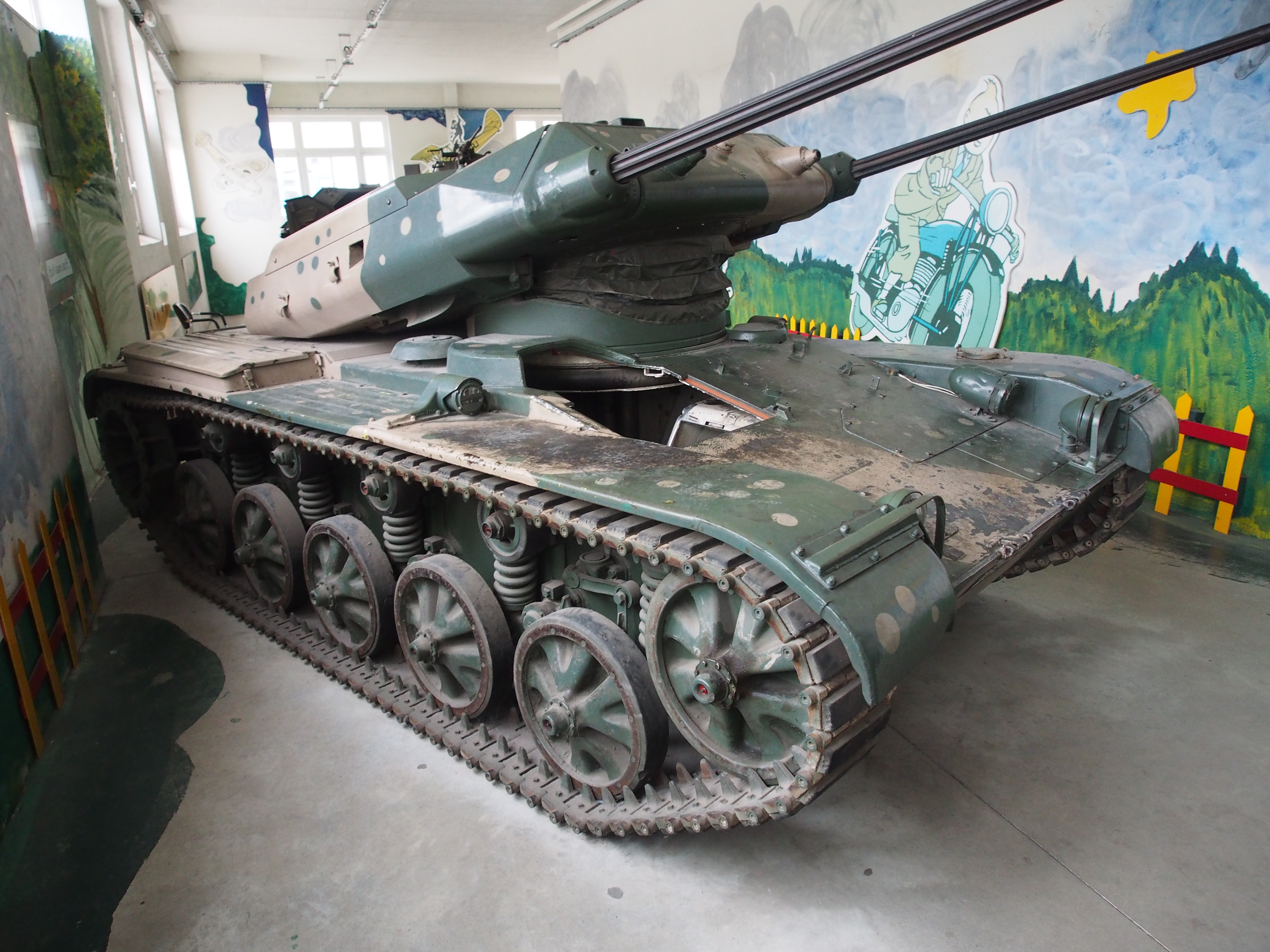
ELC EVEN version bitube 30 mm. On distingue bien la tourelle oscillante
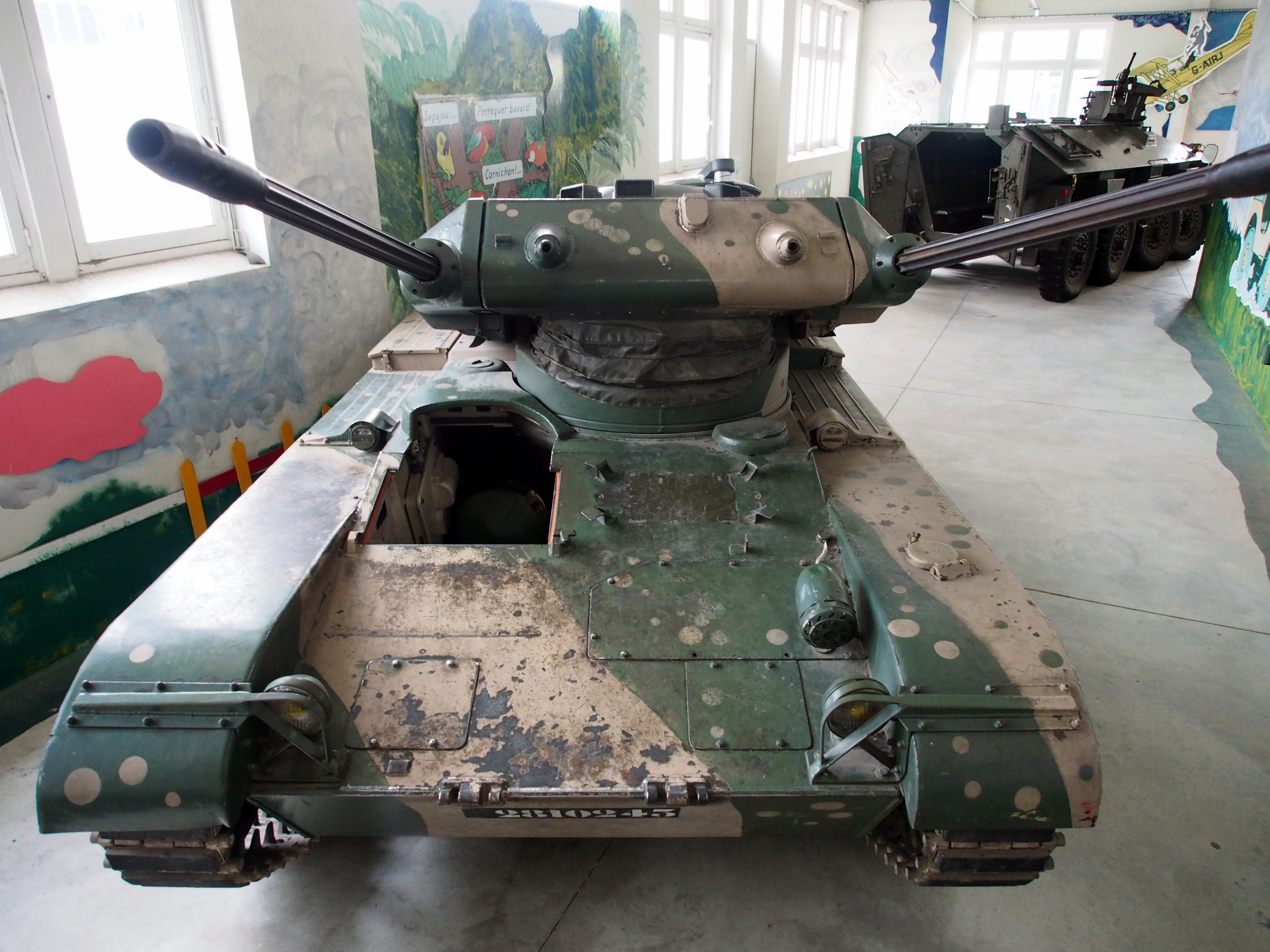
Vue de face du ELC-EVEN bitube 30 mm
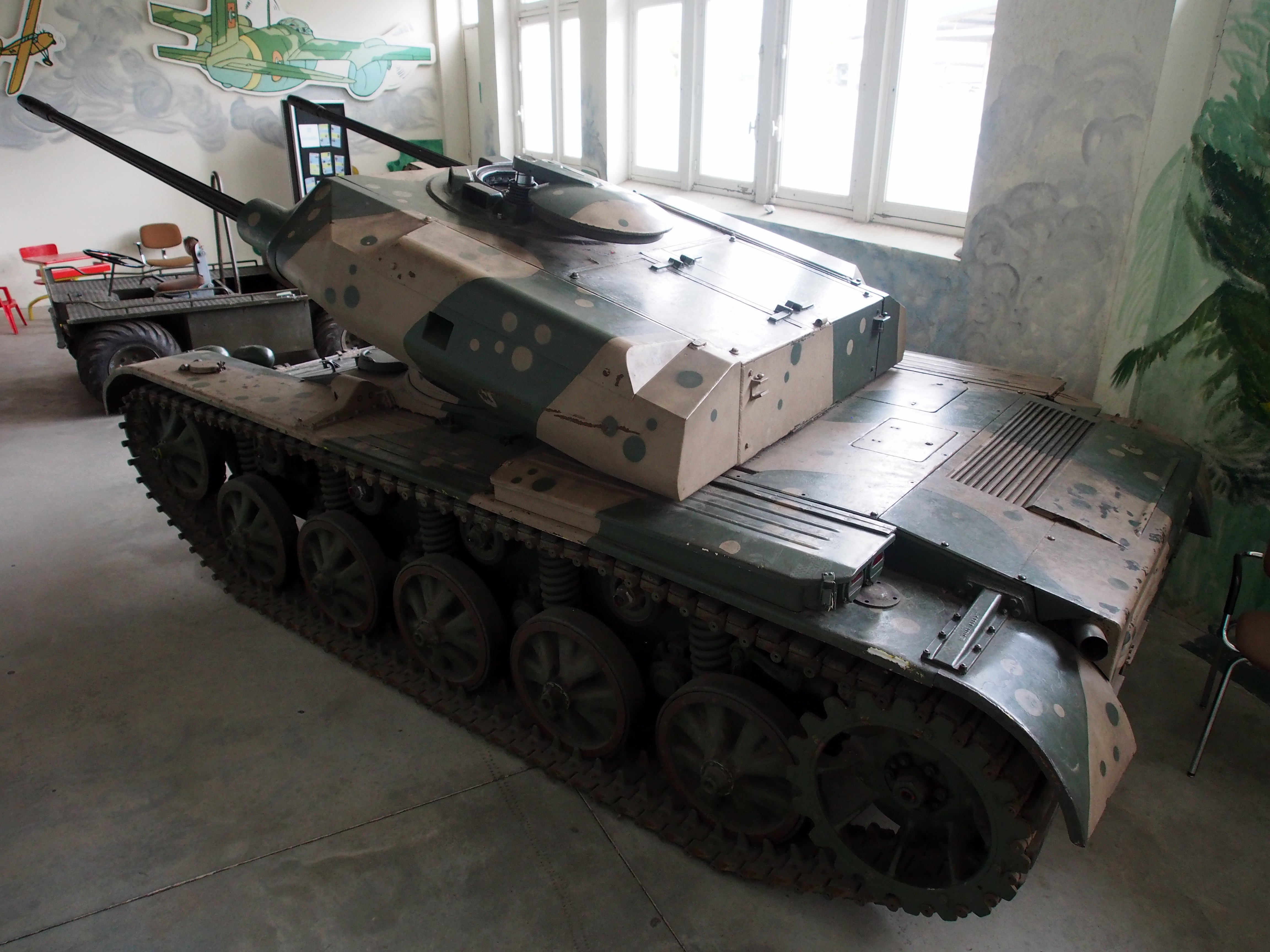
Vue de dos du ELC-EVEN bitube 30 mm

#### ELC EVEN missiles
Entre 1969 et 1971, un des dix prototypes Even est équipé de la tourelle (non-oscillante) Nord-Aviation Na2 qui est doté de deux bras pouvant porter un total de 4 Nord SS.11 ou 2 SS-12 (la configuration avec 2 SS.11 et 1 SS-12 n'était destinée qu'aux essais).
Cette tourelle est testée également sur des versions des AMX VTT et Panhard AML mais reste sans suite.

### ELC AMX
Les ateliers de construction d'Issy-les-Moulineaux partent du châssis de la chenillette Hotchkiss.
Sa tourelle est rotative sur 360° mais ne peut tourner que lorsque le véhicule est à l’arrêt car le chauffeur est installé en partie dans la tourelle en raison de l’exiguïté de la caisse.
À la suite des propositions d'Even pour le 30 mm, une version avec un canon de 30 mm est étudiée mais non réalisée.

#### ELC AMX
La caisse blindée de ce prototype non retenu est créé à partir du châssis de la chenillette Hotchkiss CC 2 avec une suspension à quatre galets. Deux prototypes sont commandés en 1954, le premier est prêt le 15 mars 1956 et ils sont évalués en 1957-1959. -
Caractéristiques  :
Longueur : 4,95 m, largeur : 2,24 m, hauteur : 1,43 m.
Armement : canon de 90 mm D 914/D 915 (750 m/s) avec 36 obus
Équipage : 2 hommes.

#### ELC AMX Bis
La version améliorée ELC AMX Bis est développée avec la version suivante de la chenillette, la Hotchkiss TT 6, dont le train de roulement comporte cinq galets. Son plan est prêt le 25 juillet 1957 et il est évalué en 1961.
L'ELC AMX n'a pas été industrialisé et n'est jamais entré en service mais un prototype est conservé au musée des blindés de Saumur.
Caractéristiques :
Longueur : 4,20 m (5,11 m avec canon), largeur : 2,42 m, hauteur : 1,70 m, poids : 8,9 t.
Armement : canon de 90 mm D 915 (Vo 750 m/s) avec 53 obus.
Équipage : 2 hommes.

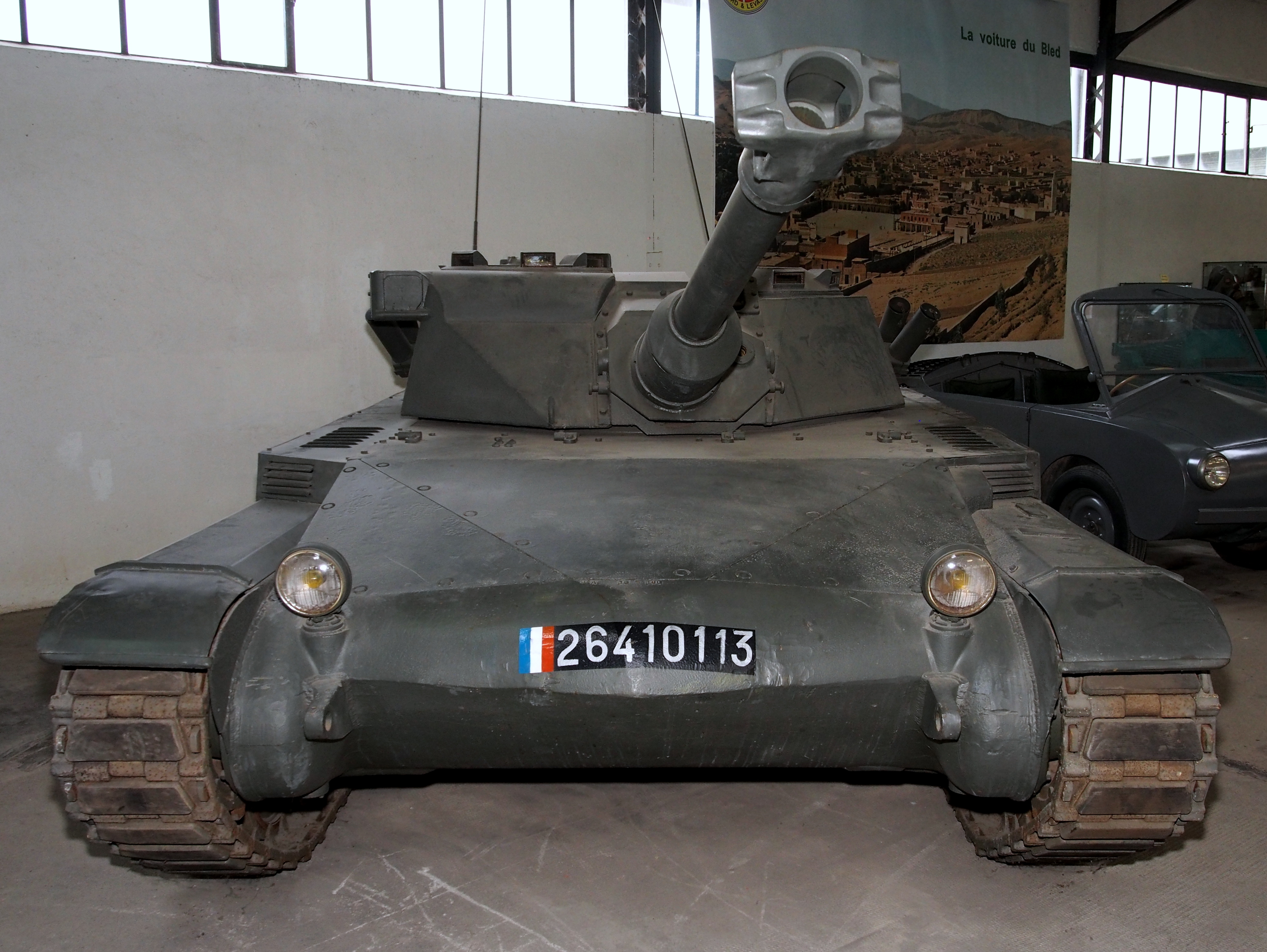
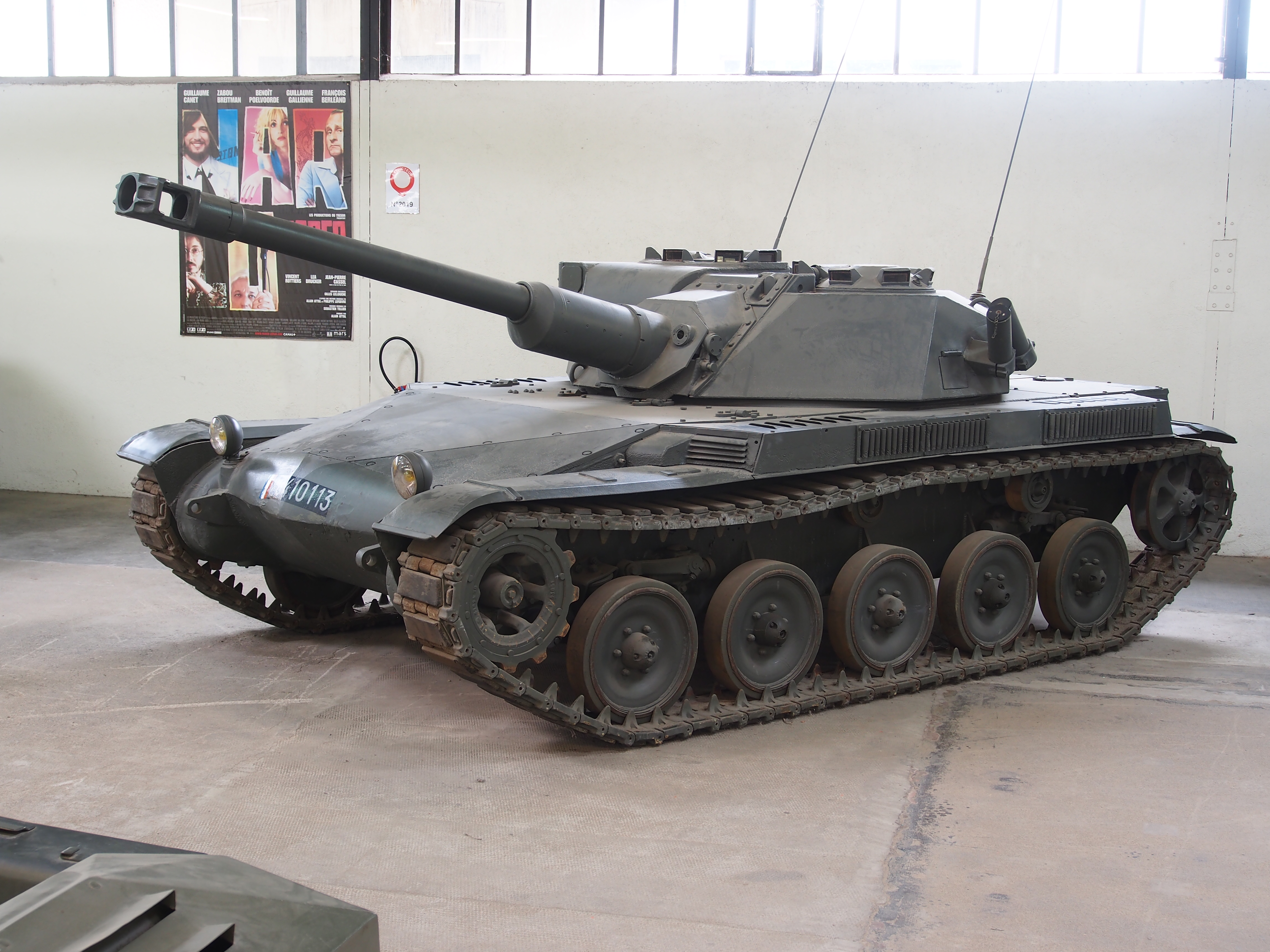
Différentes vues du ELC
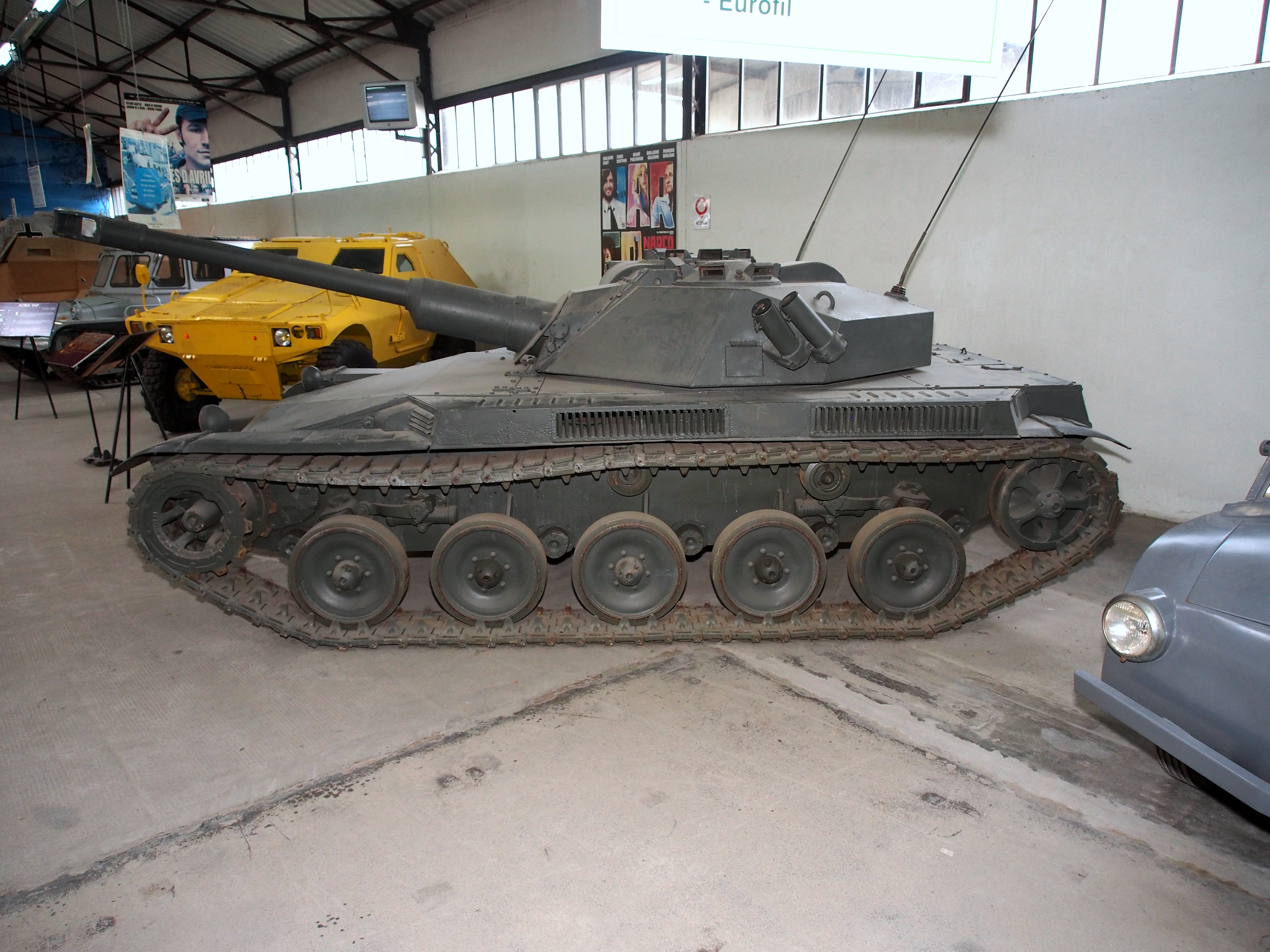
AMX Bis
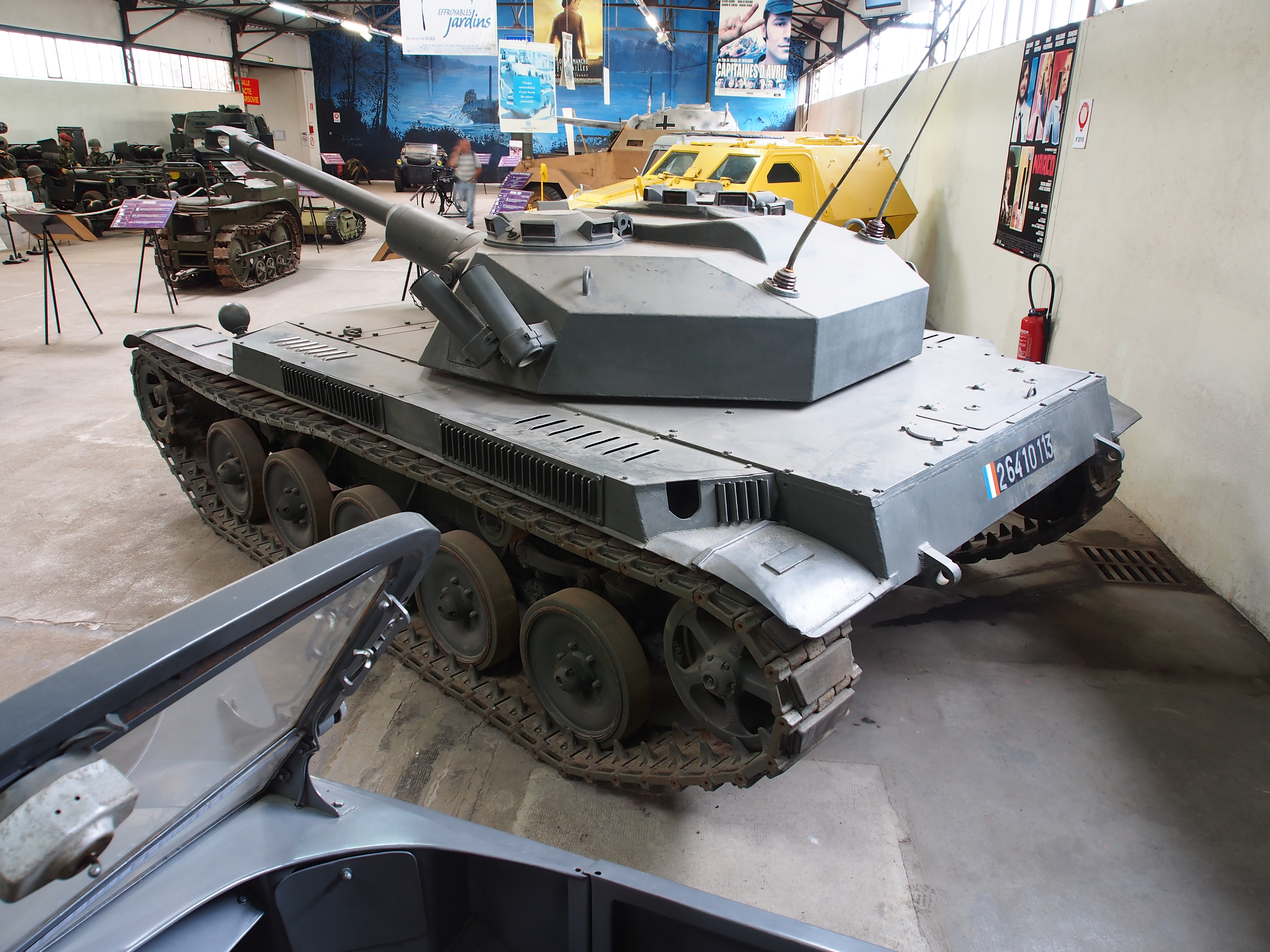

## Dans la culture populaire
- Dans le jeu vidéo War Thunder, l'AMX ELC Bis est présent depuis la mise à jour Wind of Change. Sa tourelle ne peut pas tourner à 360°, même à l'arrêt, bloquée à un débattement horizontal de 40° et est classé en tant que chasseur de char[8].

- L'AMX ELC Bis est aussi jouable dans World of Tanks[9].